# Macrosphenidae
Macrosphenidae — родина горобцеподібних птахів. Містить 18 видів.

## Таксономія
Більшість видів раніше включали в родину кропив'янкових (Sylviidae), лише рід малий скельник (Achaetops) включався у родину тимелієвих (Timaliidae). Серія молекулярних досліджень птахів з надродини Sylvioidea показали, що африканські види кропив'янкових є базальними у надродині, тому їх виокремили у власну родину Macrosphenidae. Деякі систематики включають сюда роди Pholidornis та Hylia з родини Hyliidae.

## Поширення
Представники родини поширені в Субсахарській Африці. Трапляються у різноманітних середовищах від тропічних дощових лісів до саван.

## Опис
Розміри варіюють від 8 см завдовжки і 6,5 г ваги у кромбеків до 19-23 см завдовжки і ваги 29-40 г в очеретянки вусатої.

## Спосіб життя
Macrosphenidae живиться комахами. Куцохвостики і кромбеки живляться в кронах дерев і кущах, поодинці або парами, або невеликими групами, в той час, як інші види ведуть наземний спосіб життя. Деякі види були помічені в змішаних зграях.
Розмноження має сезонний характер і зазвичай збігається з кінцем посухи і початком сезону дощів: терміни у видів з широкими ареалами можуть сильно відрізнятися. За багатьма видами відсутня будь-яка інформація, однак за наявними даними Macrosphenidae - моногамні і територіальні птахи. Кромбеки будують гнізда у формі глибокої кишені, що звисає з гілки, тоді як вусата і капська очеретянка, а також куцокрил рудохвостий - у вигляді чаші, сплетеної з трави.

## Види
- Рід Кромбек (Sylvietta)
  - Кромбек західний, Sylvietta virens
  - Кромбек жовтогрудий, Sylvietta denti
  - Кромбек білобровий, Sylvietta leucophrys
    - Sylvietta leucophrys chapini

  - Кромбек північний, Sylvietta brachyura
  - Кромбек білогорлий, Sylvietta philippae
  - Кромбек рудоголовий, Sylvietta ruficapilla
  - Кромбек рудий, Sylvietta whytii
  - Кромбек сомалійський, Sylvietta isabellina
  - Кромбек довгодзьобий, Sylvietta rufescens
- Рід Вусата очеретянка (Melocichla)
  - Очеретянка вусата, Melocichla mentalis
- Рід Малий скельник (Achaetops)
  - Скельник малий, Achaetops pycnopygius
- Рід Капська очеретянка (Sphenoeacus)
  - Очеретянка капська, Sphenoeacus afer
- Рід Рудохвостий куцокрил (Cryptillas)
  - Куцокрил рудохвостий, Cryptillas victorini
- Рід Куцохвостик (Macrosphenus)
  - Куцохвостик рудобокий, Macrosphenus kempi
  - Куцохвостик жовтий, Macrosphenus flavicans
  - Куцохвостик оливковий, Macrosphenus concolor
  - Куцохвостик ангольський, Macrosphenus pulitzeri
  - Куцохвостик танзанійський, Macrosphenus kretschmeri